# Бараунас
«Бараунас» — бразильский футбольный клуб из города Мосоро, штата Риу-Гранди-ду-Норти. В настоящий момент выступает в Лиге Потигуар, сильнейшем дивизионе штата Риу-Гранди-ду-Норти.

## История
Клуб основан 14 января 1960 года, домашние матчи команда проводит на стадионе «Ногуэйрао», вмещающем 25 000 зрителей. В 1989 году «Бараунас» принимал участие в чемпионате Серии В Бразилии, но вылетел в первом раунде. В 1998 году клуб участвовал в Серии С Бразилии, но вновь вылетел в первом раунде. В 2006 году «Бараунас» впервые в своей истории победил в чемпионате штата Риу-Гранди-ду-Норти, до этого лучшим результатом клуба были вторые места в 1981 и 1987 годах. В 2005 году клуб впервые в своей истории играл в Кубке Бразилии, в том турнире команда добилась выдающегося для себя результата, дойдя до четвертьфинала, и обыграв по ходу турнира более именитые «Америка Минейро», «Виторию» и «Васко да Гама». В 2012 году «Бараунас» занял третье место в Лига Потигуар, и благодаря этому результату получил право дебютировать в 2012 году в Серии D Бразилии.

## Достижения
- Чемпион Лиги Потигуар (1): 2006.